# Julius Prüwer

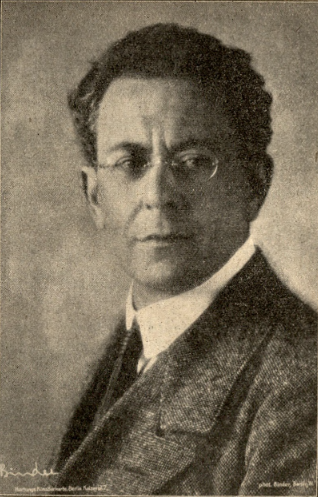
Julius Prüwer

Julius Prüwer (Wenen, 20 februari 1874 - New York, 8 juli 1943) was een Oostenrijks dirigent, pianist en muziekpedagoog. Hij studeerde tussen 1886 en 1891 piano aan het conservatorium van Wenen bij Arthur Friedheim en Moriz Rosenthal en muziektheorie Robert Fuchs, Franz Krenn en Johannes Brahms. Bij Hans Richter studeerde hij directie.
Zijn loopbaan als dirigent begon in Bielsko-Biała waarna hij de opera van Keulen dirigeerde (1894-1896) en vervolgens lange tijd die van Breslau (1896-1923). Tussen 1924 en 1933 dirigeerde hij veelvuldig de Berliner Philharmoniker. In 1933 was hij gedwongen Duitsland te verlaten waarna hij in Rusland en Oostenrijk dirigeerde. Uiteindelijk vertrok hij naar New York waar hij tot zijn overlijden bleef.
Prüwer was getrouwd met operazangeres Fanchette Verhunc. 